# سارا غونزاليس
سارا غونزاليس (بالإسبانية: Sara González)‏ (23 مايو 1989 بتوي في إسبانيا - ) هي لاعبة كرة قدم إسبانية في مركز الوسط. لعبت مع UD Granadilla Tenerife Sur ‏ وFVPR El Olivo ‏ وUE L'Estartit ‏.

## وصلات خارجية
- سارا غونزاليس على موقع قاعدة بيانات كرة القدم.إي يو (الإنجليزية)
- سارا غونزاليس على موقع Soccerway.com (الإنجليزية)
- سارا غونزاليس على موقع عالم كرة القدم.نت (الإنجليزية)